# Ondata di caldo dell'estate 2012

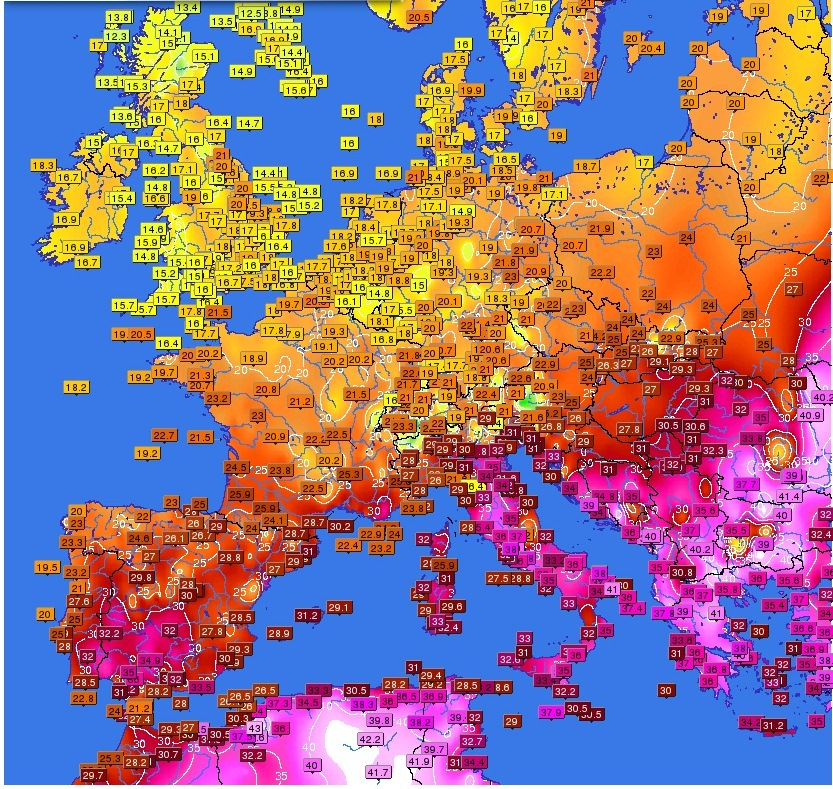
Quadro delle temperature massime del giorno 7 agosto 2012

L'ondata di caldo dell'estate 2012 è stata un'ondata di caldo molto duratura (oltre 75 giorni, cominciata a metà giugno) e a fasi alterne anche intensa.
L'area principale è stata l'Europa meridionale (soprattutto il bacino del Mediterraneo). Il picco massimo si è avuto durante i primi giorni del mese di agosto (6-7 agosto), quando su tutta l'Europa meridionale e orientale si sono toccati valori di temperatura anche superiori ai +40 °C. Sull'Europa occidentale invece, il picco massimo di calore si è avuto durante la fine della seconda decade del mese di agosto. Infatti a partire dal 16 agosto si verificò una configurazione barica abbastanza rara, o perlomeno una configurazione che non accade tutte le estati. 
Una furiosa rimonta dell'alta pressione nord-africana arrivò ad interessare quasi tutta l'Europa. Un anticiclone esteso ben oltre tre milioni di km2 interessò: Portogallo, Spagna, Francia, sud-est del Regno Unito, Italia, Svizzera, Austria, Germania, Danimarca, Polonia, Belgio, Paesi Bassi, Repubblica Ceca e gran parte dei Balcani (anche se qui più attenuato). Tale configurazione ricorda quella che si verificò durante i primi giorni di agosto della rovente estate del 2003.

## La situazione meteorologica

### Italia
Per quanto riguarda l'Italia (uno dei paesi più colpiti) il record della temperatura massima più alta spetta a Palagonia (provincia di Catania) con +44,7 °C il giorno 12 luglio. Notevoli comunque anche i +42,4 °C di Catania Sigonella, i +41,8 °C di Cagliari entrambi registrati il giorno 6 agosto (Cagliari con una temperatura percepita di +50 °C), i +41 °C di Guidonia e i +41,1 °C di Enna (ad oltre 950 metri di quota) registrati entrambi il giorno 7 agosto. L'ondata di caldo dell'estate 2012 ha in alcune parti d'Italia superato addirittura quella del 2003. Analizzando il mese di luglio 2012 infatti, sul versante orientale dell'Italia (versante adriatico) e in Emilia-Romagna si sono avuti scarti dai +0,3 °C ai +1,6 °C superiori rispetto al luglio 2003.
Nel complesso l'estate 2012 in Italia, è stata la terza più calda di sempre con un'anomalia positiva di +2,32 °C dalla media trentennale 1971-2000, è stata storicamente la terza estate più calda da quando vengono effettuati i rilevamenti termometrici, dietro soltanto all'estate 2017  (la seconda estate più calda di sempre in Italia, con un'anomalia di 2.48 °C), e dietro all'estate 2003 (l'estate più calda di sempre), rispetto alla quale le sostanziali differenze termiche si sono avute nella prima metà di giugno che nel 2012 è stata molto più fresca rispetto al 2003.
Al Nord Italia i picchi massimi di calore si sono avuti invece fra il 18 e il 22 agosto, Torino Caselle +35 °C, Torino Centro +39 °C, Cuneo Levaldigi +33 °C, Novara +34 °C, Milano Linate +37 °C, Trento +37 °C, Bolzano +37 °C, Pisa +37,6 °C, Venezia +33 °C, Trieste +35 °C, Bologna +38 °C, Genova +32 °C.
Nonostante ciò ci sono state numerose città soprattutto fra Piemonte, Lombardia ed Emilia-Romagna che hanno registrato temperature massime fra +39 °C e +41 °C (Esempio: Sezzadio (AL) toccò +39,5 °C, fu la città più calda della regione)

#### Nuovi record di temperature massime mensili
Presso le stazioni meteorologiche ufficiali italiane della rete WMO, gestite dall'Aeronautica Militare o dall'Enav, nel trimestre meteorologico estivo del 2012 sono stati registrati nuovi record di temperature massime mensili, alcuni a giugno, altri a luglio e altri ancora ad agosto, tra i quali è anche da annoverare un nuovo record di temperatura massima assoluta e un record eguagliato di temperatura massima assoluta.
- 20 giugno 2012
  - Alghero Fertilia +39,8 °C: precedente record di temperatura massima mensile +38,3 °C il 24 giugno 2006; record di temperatura massima assoluta +42,0 °C, il 1º agosto 2017.
- 27 giugno 2012
  - Torre Olevola +33,5 °C: precedente record di temperatura massima mensile +31,9 °C il 23 giugno 1961; record di temperatura massima assoluta +36,3 °C il 25 agosto 2007.
- 30 giugno 2012
  - Perugia Sant'Egidio +37,5 °C: precedente record di temperatura massima mensile +37,0 °C il 23 e 24 giugno 2002 e il 13 e 14 giugno 2003; record di temperatura massima assoluta +40,2 °C il 1º agosto 2017.
  - Verona Villafranca +36,4 °C: precedente record di temperatura massima mensile +36,0 °C il 23 giugno 2008; record di temperatura massima assoluta +39,0 °C l'11 agosto 2003.
  - Ravenna Punta Marina +36,0 °C: precedente record di temperatura massima mensile +35,4 °C l'11 giugno 1996; record di temperatura massima assoluta +39,0 °C il 16 agosto 1952.
- 2 luglio 2012
  - Treviso Istrana +38,2 °C: precedente record di temperatura massima mensile +37,8 °C il 23 luglio 1998; record di temperatura massima assoluta +39,9 °C il 5 agosto 2003.
  - Trieste +37,6 °C: nuovo record di temperatura massima assoluta, precedente record di temperatura massima mensile +37,0 °C il 4 luglio 1952, precedente record di temperatura massima assoluta +37,2 °C il 3 agosto 2003.
- 4 agosto 2012
  - Frontone +37,8 °C: eguagliato il record di temperatura massima mensile del 24 agosto 2011; record di temperatura massima assoluta +39,4 °C il 19 luglio 2007.
- 6 agosto 2012
  - Cagliari Elmas +41,8 °C: precedente record di temperatura massima mensile +41,4 °C il 10 agosto 1999; record di temperatura massima assoluta +43,6 °C il 22 luglio 1983.
- 20 agosto 2012
  - Dobbiaco +30,4 °C: precedente record di temperatura massima mensile +30,0 °C il 5 agosto 1994 e il 5 agosto 2003; record di temperatura massima assoluta +32,4 °C il 27 e il 31 luglio 1983.
- 22 agosto 2012
  - Monte Cimone +22,4 °C: eguagliato il record di temperatura massima mensile del 13 agosto 1998; record di temperatura massima assoluta +24,4 °C il 29 luglio 1947.
- 23 agosto 2012
  - Monte Cimone +22,8 °C: precedente record di temperatura massima mensile +22,4 °C il 13 agosto 1998 e il 22 agosto 2012; record di temperatura massima assoluta +24,4 °C il 29 luglio 1947.

### Spagna
Spostandoci sulla Spagna (Paese colpito non in maniera persistente come il Mediterraneo), il record della temperatura massima più alta spetta a Montoro con +46,1 °C. Eccezionale anche il valore registrato a San Pablo (Siviglia) con +45,9 °C, valore che supera il record del 1º agosto 2003 quando nella stessa località si registrarono +45,2 °C. In generale comunque su tutta la nazione sono stati battuti centinaia di record di caldo il giorno 10 agosto.

### Francia
In Francia la massima più alta spetta a Montgivray con +42,4 °C (record assoluto), mentre la massima a Briançon (la città più alta della Francia) è stata di +36,3 °C (anche questo record assoluto). Temperature spaventose anche in alta montagna, con più di 13 °C di massima a quasi 4 000 metri di quota. Ma temperature massime di oltre +40 °C hanno colpito diverse città della Francia, con Parigi che si è fermata a +38 °C (non faceva così caldo dal 2003).

### Germania
In Germania la massima più alta spetta a Holzdorf con +38,7 °C. In generale su tutta la nazione durante il giorno 20 agosto, si sono registrate temperature oltre i +37 °C. Anche qui temperature anomale in quota, con +16,1 °C di massima a quasi 3000 metri di altitudine.

### Belgio
Anche il Belgio non è stato risparmiato dall'ondata di calore. Il valore più alto spetta a Keine-Brogel con +36,9 °C, mentre nella capitale Bruxelles la temperatura ha raggiunto i +34,5 °C.

### Repubblica Ceca
La Repubblica Ceca ha registrato nuovi record assoluti di caldo. Il giorno 20 agosto, record di temperatura (la più alta su tutta la nazione) a Dobřichovice (Praga) con +40,4 °C (battuto il precedente primato nazionale di +40,2 °C nel 1983). Temperature comprese tra +37 °C e +39 °C hanno colpito gran parte della nazione lo stesso giorno.

## Causa della canicola
Osservando ed analizzando la carta dei geopotenziali, delle isobare e delle isoterme riferite ai primi giorni del mese di agosto 2012, la causa dell'ondata di calore (in questo caso si parla della più intensa dell'estate 2012) è da addossarsi alle ampie strutture di bassa pressione stazionanti nell'Oceano Atlantico, con influenza nel Portogallo e in misura minore anche sulla Spagna. Sul bordo orientale della bassa pressione viaggiavano correnti molto calde di estrazione puramente africana, dirette verso il Mediterraneo seguendo la traiettoria dell'anticiclone africano. Durante il giorno 6 agosto alla quota di 1500 metri (850 hPa) viaggiava un'isoterma di +25 °C che, con l'aggiunta del riscaldamento solare diurno, si trasformava in una +30 °C. Più a nord (Europa centrale) scorreva aria più fresca atlantica che, scontrandosi con l'aria più calda presente sul Mediterraneo, dava luogo a temporali di intensità anche violenta. È il caso ad esempio dell'Italia settentrionale, dove il giorno 6 e 7 agosto (mentre al centro-sud Italia imperversava il caldo africano) si verificarono vere tempeste di vento e pioggia con danni a case e alberi.

## Effetti sulla popolazione

### Italia
In Italia i maggiori disagi hanno riguardato essenzialmente le persone anziane. In totale a causa del caldo intenso
sono morte 15 persone e oltre 500 sono state ricoverate per malori dovuti al grande caldo.

## Effetti sull'agricoltura
A causa della siccità dovuta al gran caldo e alla scarsità di precipitazioni, i danni all'agricoltura ammontarono a più di mezzo miliardo di euro, costringendo la Coldiretti a chiedere lo stato di calamità naturale. In particolare le piantagioni più colpite dalla siccità risultarono il mais, il girasole e la barbabietola. Calo di produzione del 30% anche dei pomodori, ma anche sul fronte allevamento le cose risultarono drammatiche. Le mucche durante i giorni di gran caldo producevano fino al 50% di latte in meno, anche a causa dello scarso foraggio. Ripercussioni anche sui maiali e addirittura su galline e api, con scarsa produzione di uova e miele. In Sicilia, a causa della siccità per vari mesi l'acqua fu razionata, arrivando in alcuni casi a mancare completamente.